# Famille von Knobelsdorff
 (septembre 2024).
La famille von Knobelsdorff est une famille de la noblesse immémoriale germanique originaire du margraviat de Misnie.

## Historique

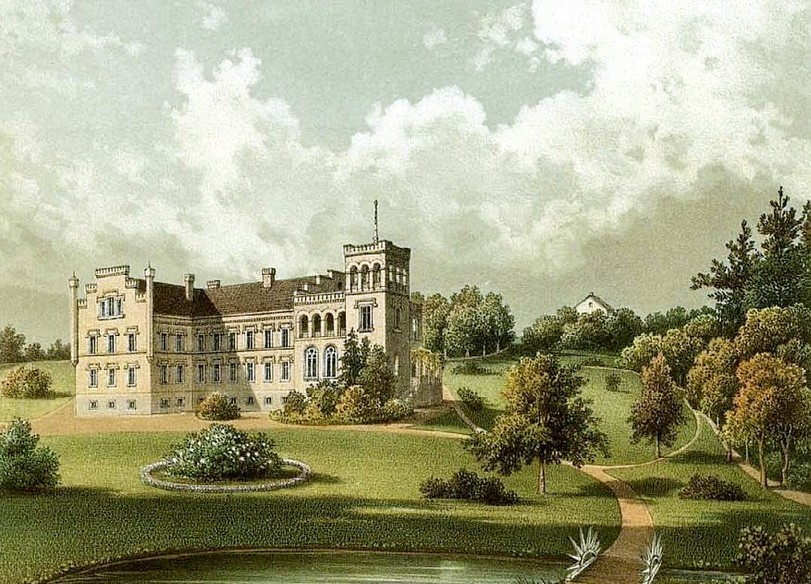
Château de Buchelsdorf en province de Silésie

Son nom a été mentionné par écrit en 1203 pour évoquer le seigneur Isenhard de Clowelokesdorf. Elle est divisée en plusieurs branches, comme :
- Branche de Buchelsdorf : barons prussiens depuis 1806
- Branche de Herwigdorff : barons autrichiens depuis 1699
- Branche de Kammendorf
- Branche de Langmeil : barons du royaume des Pays-Bas et barons prussiens (depuis 1856)

La branche de Knobelsdorff-Brenkenhoff est issue de Wilhelm von Knobelsdorff, lieutenant-colonel de l'armée royale de Prusse et Landsrat. Il était gendre de Franz Balthasar von Brenkenhoff, dernier représentant de cette famille, et obtint la permission royale d'ajouter son nom au sien.

## Personnalités
- Eustache Knobelsdorf (1519-1571), poète latiniste
- Georg Wenzeslaus von Knobelsdorff (1699-1753), célèbre architecte et peintre du royaume de Prusse
- Alexander von Knobelsdorff (1723-1799), Feldmarschall-général prussien
- Karl Ludwig von Knobelsdorff (de) (1724-1786), général prussien
- August Rudolf von Knobelsdorff (de) (1727-1794), général prussien
- Kurd Gottlob von Knobelsdorff (1735-1807), général prussien
- Johann Christoph von Knobelsdorff (de) (1740-1803), général prussien
- Wilhelm von Knobelsdorff (1752-1820), général prussien
- Heinrich von Knobelsdorff (1775-1826), général prussien
- Alexander von Knobelsdorff (1788-1848), général prussien
- Ida von Knobelsdorff (de) (1798-1856), épouse de Wolf von Lüttichau, femme de lettres du cercle de Ludwig Tieck
- Wilhelm von Knobelsdorff (de) (1802-1880), général prussien
- Hermann von Knobelsdorff (1807-1888), général prussien
- Theodor von Knobelsdorff (de) (1817-1879), général prussien
- Leonhard von Knobelsdorff-Brenkenhoff (de) (1823-1888), général prussien
- Wilhelm von Knobelsdorff (1825-1908), général prussien
- Curt von Knobelsdorff (de) (1839-1904), lieutenant-colonel prussien et pionnier de la Croix-Bleue à partir de 1887
- Otto von Knobelsdorff (1886-1966), général allemand pendant la Seconde Guerre mondiale

## Armes

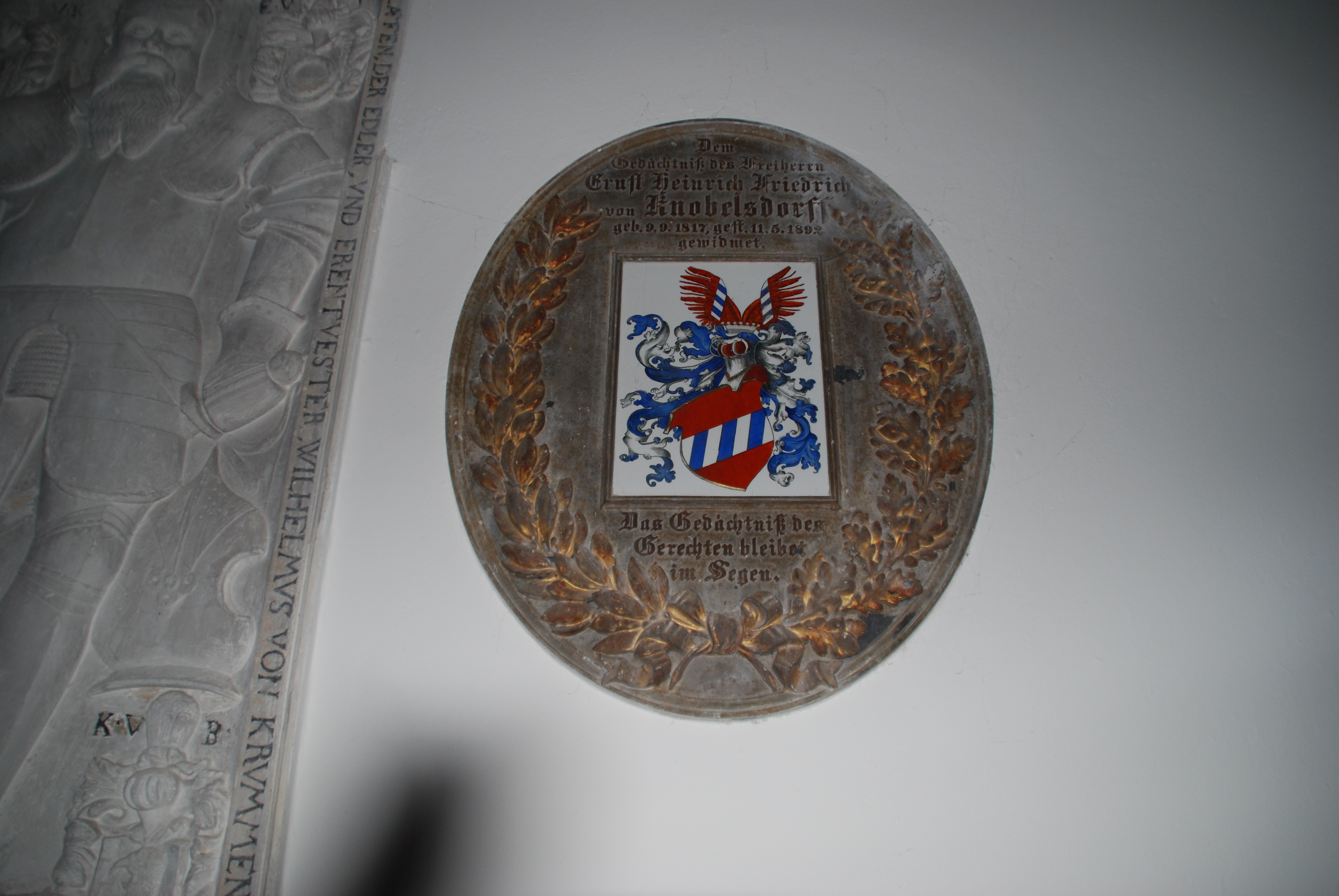
Les armoiries de la famille von Knobelsdorff

Les armoiries familiales montrent en rouge une barre bleue recouverte de trois bandes obliques argentées. Sur le casque aux lambrequins rouge-bleu-argent, un vol fermé, désigné comme l'écu.